# An Evening with Dolly Parton
The European Tour 2007 es un tour que realizó la cantante de música country Dolly Parton, en Norteamérica en el año 2006, y que continuó en el 2007 en Europa. Consistió en la gira más exitosa que realizó en toda su carrera.

## Canciones
1. Baby I'm Burning
2. Two Doors Down
3. Jolene
4. The Grass Is Blue
5. Thank God I'm a Country Girl
6. Little Sparrow
7. My Tennessee Mountain Home
8. Coat of Many Colors
9. Smokey Mountain Memories
10. Those Were The Days
11. Travellin Thru
12. These Old Bones
13. Livin a Lie
14. Light of a Clear Blue Morning
15. More Where That Came From
16. Peace Train
17. Me & Bobbie McGee
18. 9 to 5
19. I Will Always Love You
20. Dumb Blond
21. Islands in the Stream
22. Here You Come Again
23. He's Alive

## Fechas de la gira

### Norteamérica 2006
| Fecha                            | Ciudad, Estado               | Sala                 |
| -------------------------------- | ---------------------------- | -------------------- |
| 16 de noviembre de 2006          | Uncasville, Connecticut, USA | Mohegan Sun Arena    |
| 18 de noviembre de 2006          | Verona, New York, USA        | Turning Stone Casino |
| 20, 21 y 22 de noviembre de 2006 | Toronto, Ontario, Canadá     | Casino Rama Centre   |

### Norteamérica 2007
| Fecha                       | Ciudad, Estado                 | Sala                                    |
| --------------------------- | ------------------------------ | --------------------------------------- |
| 14 de febrero de 2007       | Santa Rosa, California, USA    | Grace Pavilion                          |
| 15 de febrero de 2007       | Santa Ynez, California, USA    | Chumash Casino Resort                   |
| 16 de febrero de 2007       | Indio, California, USA         | Fantasy Springs Resort Casino           |
| 17 de febrero de 2007       | Primm Valley, Nevada, USA      | Buffalo Bill's Star of the Desert Arena |
| 10, 11 y 12 de mayo de 2007 | Niagara Falls, Ontario, Canadá | Fallsview Casino Resort                 |
| 20 de mayo de 2007          | Kodak, Tennessee, USA          | Smokies Stadium                         |

### Europa 2007
| Fecha                            | Ciudad, País                                  | Sala                                           |
| -------------------------------- | --------------------------------------------- | ---------------------------------------------- |
| 6 y 7 de marzo de 2007           | Horsens, Dinamarca                            | Forum                                          |
| 10 de marzo de 2007              | Bergen, Noruega                               | Vestlandshallen                                |
| 11 de marzo de 2007              | Karlstad, Suecia                              | Lofbergs Lila Arena                            |
| 13 de marzo de 2007              | Gotemburgo, Suecia                            | Scandinavium                                   |
| 15 de marzo de 2007              | Oslo, Noruega                                 | The Spectrum                                   |
| 16 de marzo de 2007              | Stockholm, Suecia                             | Stockholm Globe Arena                          |
| 18 de marzo de 2007              | Zwolle, Países Bajos                          | Ijsselhalle                                    |
| 19 y 25 de marzo de 2007         | London, Inglaterra, UK                        | Wembley Arena                                  |
| 20 de marzo de 2007              | Manchester, Inglaterra, UK                    | The Evening News Arena                         |
| 21 de marzo de 2007              | Newcastle, Inglaterra, UK                     | Metro Radio Arena                              |
| 23 de marzo de 2007              | Glasgow, Escocia, UK                          | Clyde Auditorium                               |
| 24 de marzo de 2007              | Sheffield, Inglaterra, UK                     | Hallam FM Arena                                |
| 27 de marzo de 2007              | Cardiff, Gales, UK                            | The International Arena                        |
| 28 de marzo de 2007              | Birmingham, Inglaterra, UK                    | NEC                                            |
| 30 de marzo y 2 de abril de 2007 | Belfast, Irlanda, IR                          | The Odyssey                                    |
| 31 de marzo de 2007              | Millstreet, County Cork, República de Irlanda | Green Glens (CANCELADO POR PROBLEMAS TÉCNICOS) |
| 1.º de abril de 2007             | Dublin, República de Irlanda                  | The Point                                      |